# 灯芯草狸藻
灯芯草狸藻（学名：Utricularia juncea），又称南方狸藻，为狸藻属似多年生小型至中型食虫植物。其种加词“juncea”，来源于拉丁文“iuncus”，意为“杂草”，指其叶片形似灯心草。灯芯草狸藻分布于北美洲、中美洲和南美洲。其陆生于低海拔地区的沼泽及浅水洼地中。1804年，马丁·瓦尔最先描述了灯芯草狸藻。